# Жалувана грамота
Жалувана грамота — юридичний документ, грамота монарха або сюзерена про жалування (дарування) окремим особам, станам, іншим групам населення або установам (зокрема, церквам, монастирям) нерухомого майна, економічних і політичних привілеїв.

## Русь-Україна
Найдавнішою грамотою, відомою в Київській Русі є згадувана в літопису під 996 р. грамота великого князя Володимира Святославича київській церкві Богородиці на володіння землею.